# Adolf Emil Melander
Pour les articles homonymes, voir Melander.
Adolf Emil Melander, né le 28 février 1845 à Stockholm où il est mort le 13 mars 1933, est un architecte suédois.
Il est l'auteur de l'église Saint-Jean d'Helsinki.

## Biographie
Melander a grandi à Östersund et a montré une aptitude précoce pour le dessin et la peinture. Après un apprentissage chez le peintre décorateur J. P. Moberg, il suit les cours du soir de la Slöjdskolan à Stockholm pour se former aux métiers du bâtiment. Il gagne sa vie comme apprenti maçon à Stockholm. Lors de ses visites de retour à son domicile d'Östersund, il dessine et peint des environnements urbains. Ces vues de la ville des années 1860 constituent une collection d'une grande valeur culturelle et historique et sont conservées dans le musée de la ville d'Östersund.
Melander a ensuite étudié principalement en Angleterre, en Écosse et en Amérique de 1866 à 1875. Lors d'un concours de dessin pour la Bibliothèque du Congrès à Washington, D.C. Melander, parmi 60 concurrents, a reçu le deuxième prix. Dans les années 1876-1879, il est employé par les frères Axel Kumlien et Hjalmar Kumlien. À partir de 1880, il dirige sa propre entreprise.

## Œuvre
En Finlande, il a conçu la maison Frenckell et l'église Saint-Jean d'Helsinki, ainsi que le bâtiment principal de Mänttä. 
À Stockholm, il a réalisé des dessins pour le palais Sören (avec Helgo Zettervall), le palais Bångska à Sturegatan et la maison n° 5 à Norra Blasieholmshamnen, entre autres, tous distingués par des proportions légères et élégantes, la plénitude de la décoration et une utilisation de bon goût des motifs Renaissance. Parmi les autres œuvres de Melander, citons la cathédrale de Luleå, la nouvelle église de Västervik (église Sankt Petri), la nouvelle église d'Åtvid à Åtvidaberg, le palais du consul Wikström à Sundsvall et la maison de Sveabolaget à Göteborg. Outre de nombreuses maisons d'habitation, villas et plans d'urbanisme, il a également conçu la décoration (de style mauresque) de la salle de café du restaurant Hamburger Börs à Stockholm.
Melander était également un architecte ferroviaire de premier plan sur les chemins de fer individuels. Il a réalisé des dessins de génie civil le long de Norsholm-Bersbo, Västervik-Bersbo et Hultsfred-Västervik pour les chemins de fer Norsholm-Västervik-Hultsfred (NVHJ). Il a également dessiné la gare d'Eksjö.
Melander a également dirigé le déménagement et la reconstruction de l'église anglaise de son professeur James Souttar à Stockholm de Norrmalm à son emplacement actuel à Diplomatstaden.
Adolf Emil Melander est enterré au cimetière de Lovö.

## Galerie

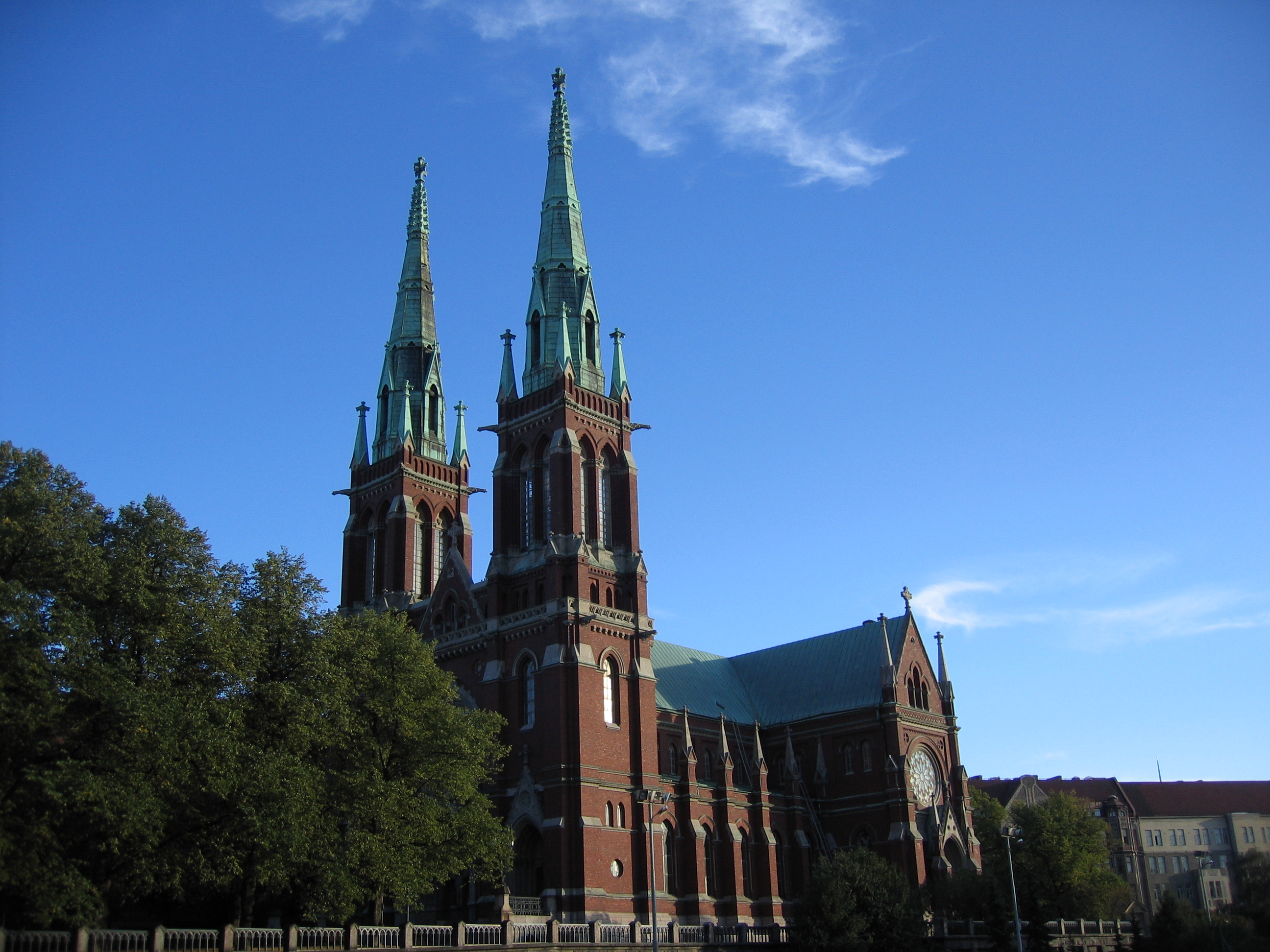
Église Saint-Jean d'Helsinki.
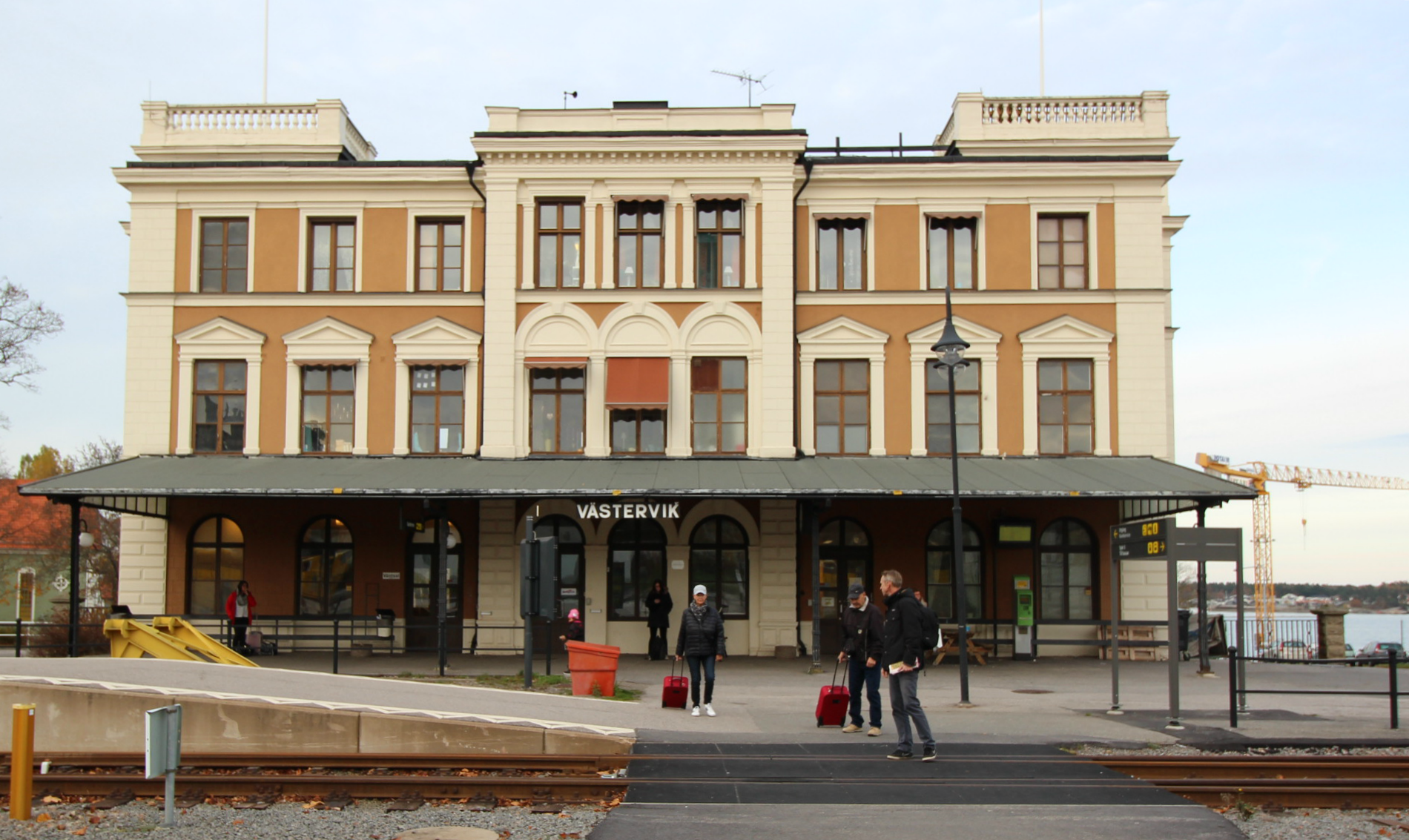
Gare de Västervik.
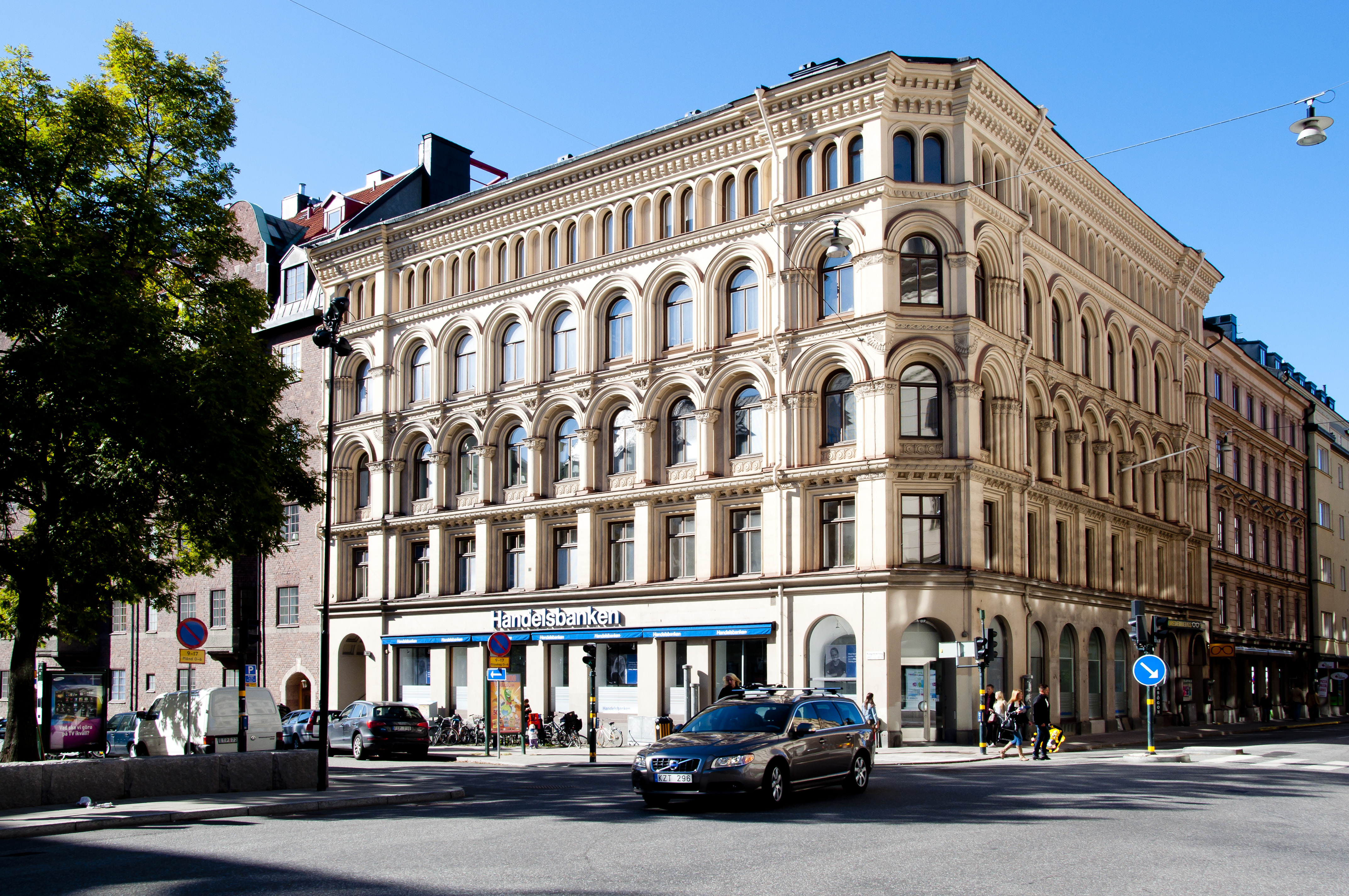
Hantverkargatan 33, Stockholm.
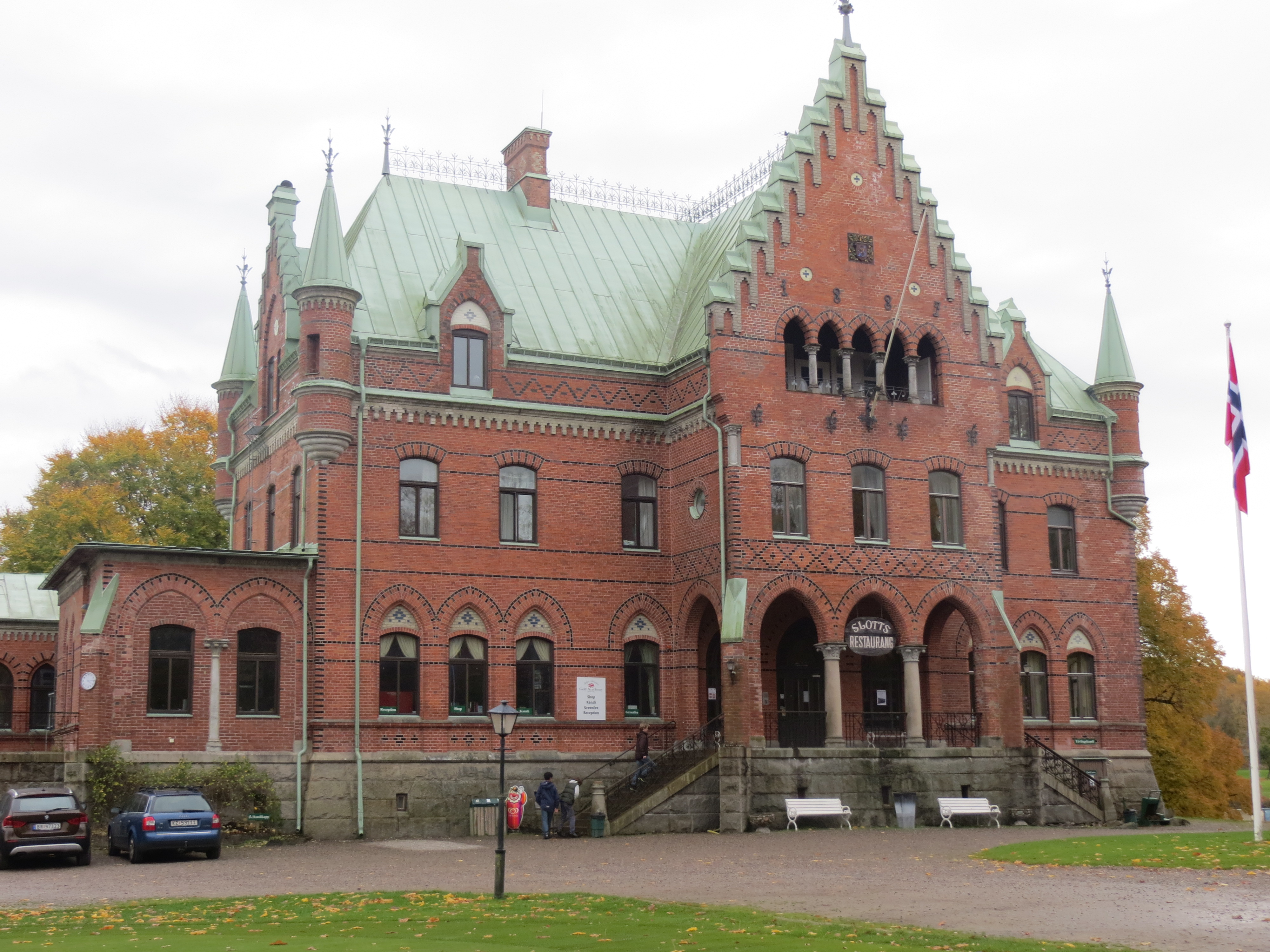
Törreby slott.
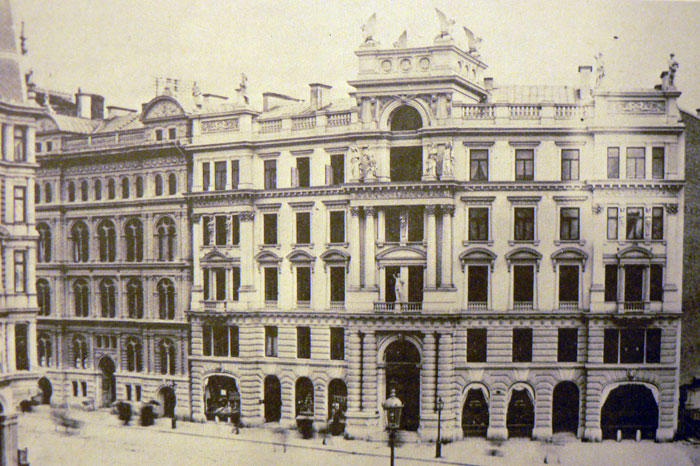
Bångska palatset, Stockholm.